# Cercapou
El Cercapou és una obra de temàtica religiosa atribuïda a Francesc Eiximenis i escrita en català als segles xiv o xv. Fou transcrita i editada per l'erudit italià G.E. Sansone entre 1957 i 1958.
L'erudit suís Curt Wittlin fou qui determinà que aquest llibre no fou escrit directament per Eiximenis, sinó que se serví d'ell com a font. Segons Wittlin, l'anònim autor del Cercapou copià més o menys literalment trossos de la part final del Llibre de les Dones en la secció final del seu llibre. La part que no és còpia d'Eiximenis, seria còpia de l'anònim Espill de consciència.